# Boykos
Pour les articles homonymes, voir Boyko (homonymie).
Les Boykos ou Boïkos (ukrainien: бойки, polonais Bojkowie)  forment un groupe social montagnard ukrainien peuplant essentiellement la chaîne des Carpates ukrainiennes, ainsi que quelques zones frontalières du Nord-Est slovaque et du Sud-Est polonais. Les Boykos s'identifient généralement eux-mêmes comme Ukrainiens, bien que jusque dans la première moitié du XXe siècle, ces derniers préféraient être désignés comme Ruthènes, à l'instar de nombreuses autres populations ukrainophones des Carpates. Aujourd'hui, selon un recensement datant de 2010, la majorité des Boykos se déclarent comme Ukrainiens et seules 131 personnes se considèrent seulement comme Boykos.
Les Boykos parlent un dialecte dérivé du rusyn, le boyko, bien que la majorité d'entre eux parlent aujourd'hui l'ukrainien standard, et pour certains, le russe.

## Culture
Un ensemble d'églises en bois de style boyko subsistent, il y a un musée à Dolyna.

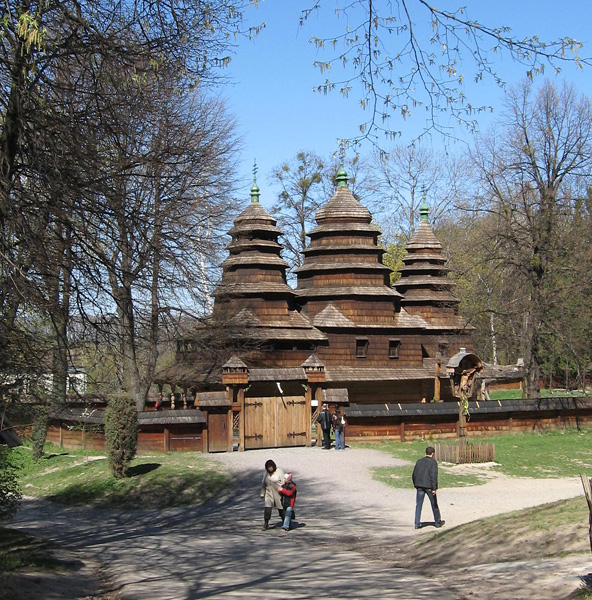
Église Krivki, Lviv-Lemberg, 2007.
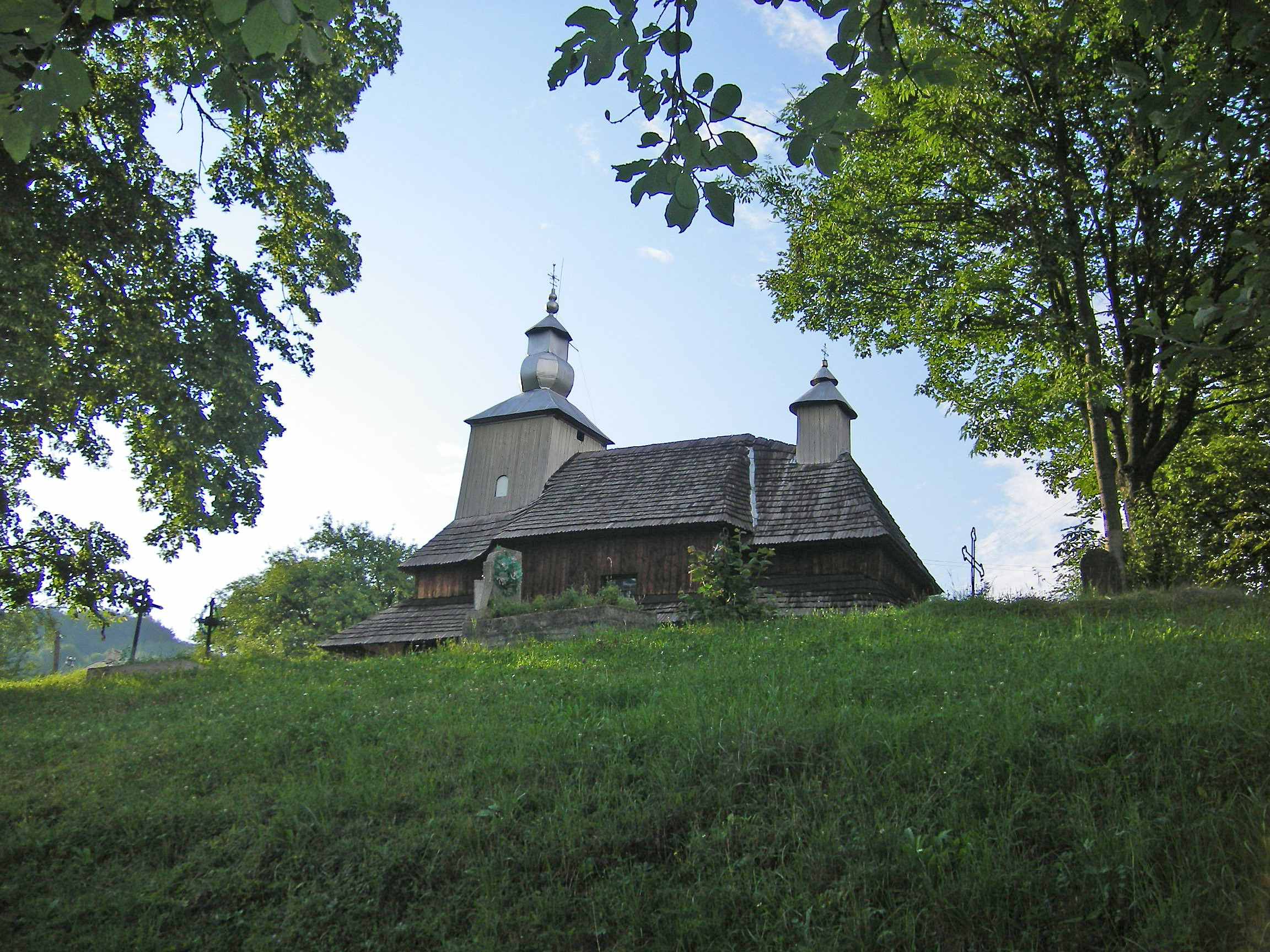
Église Saint-Basile de Sil.
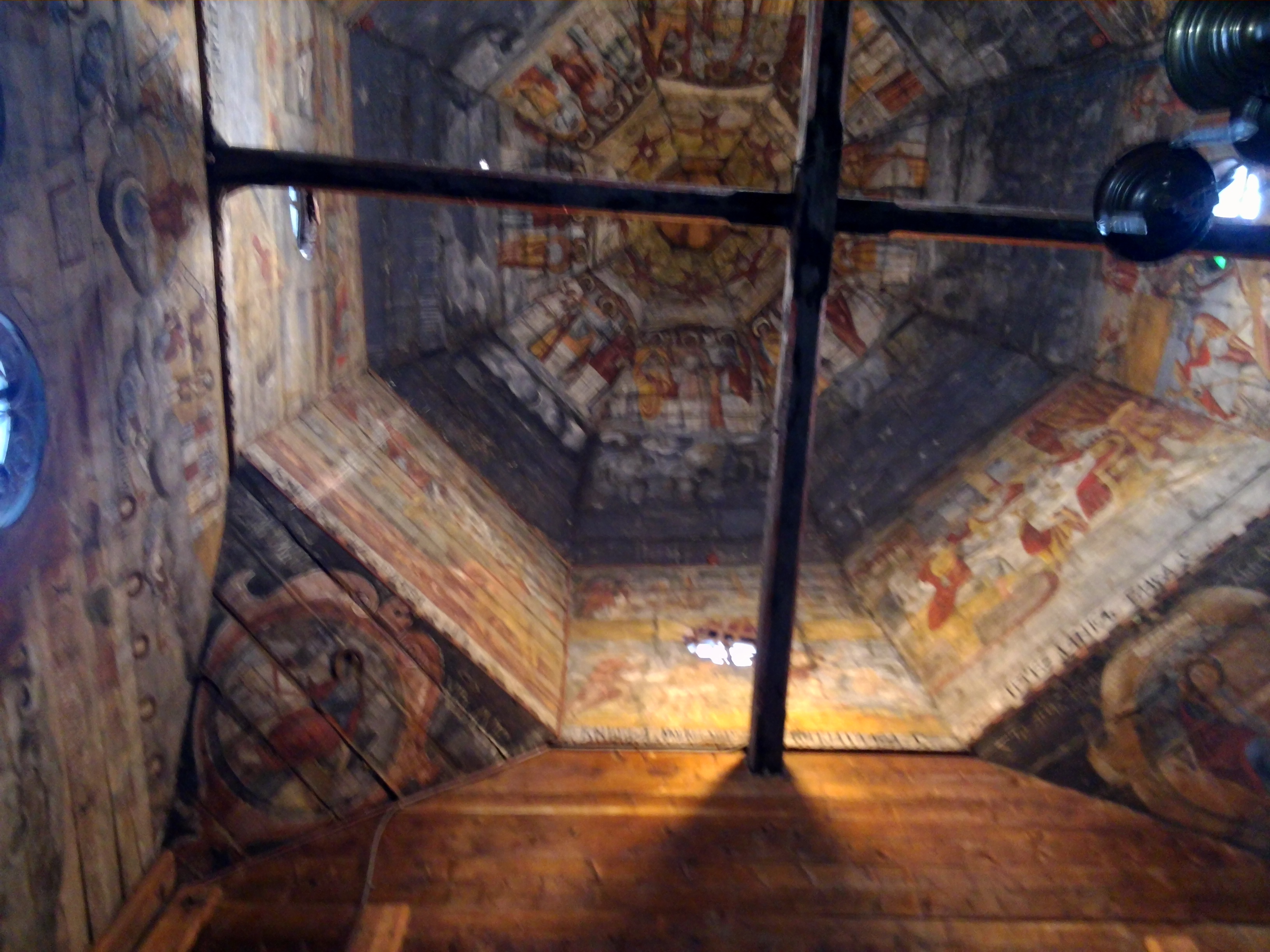
Église Saint-Georges de Drohobytch.
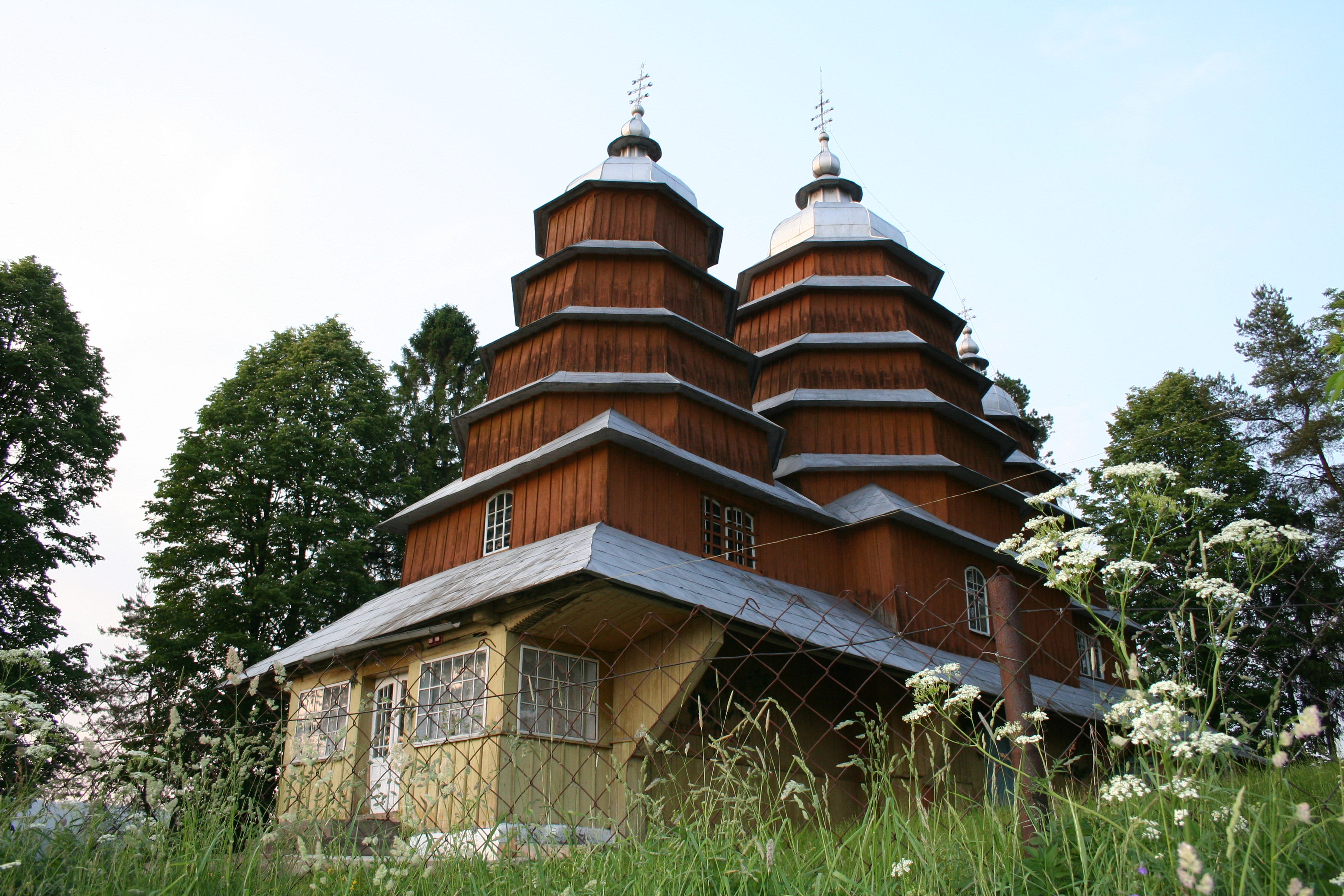
Église de la Synaxe de la Sainte Vierge Marie de Matkiv.
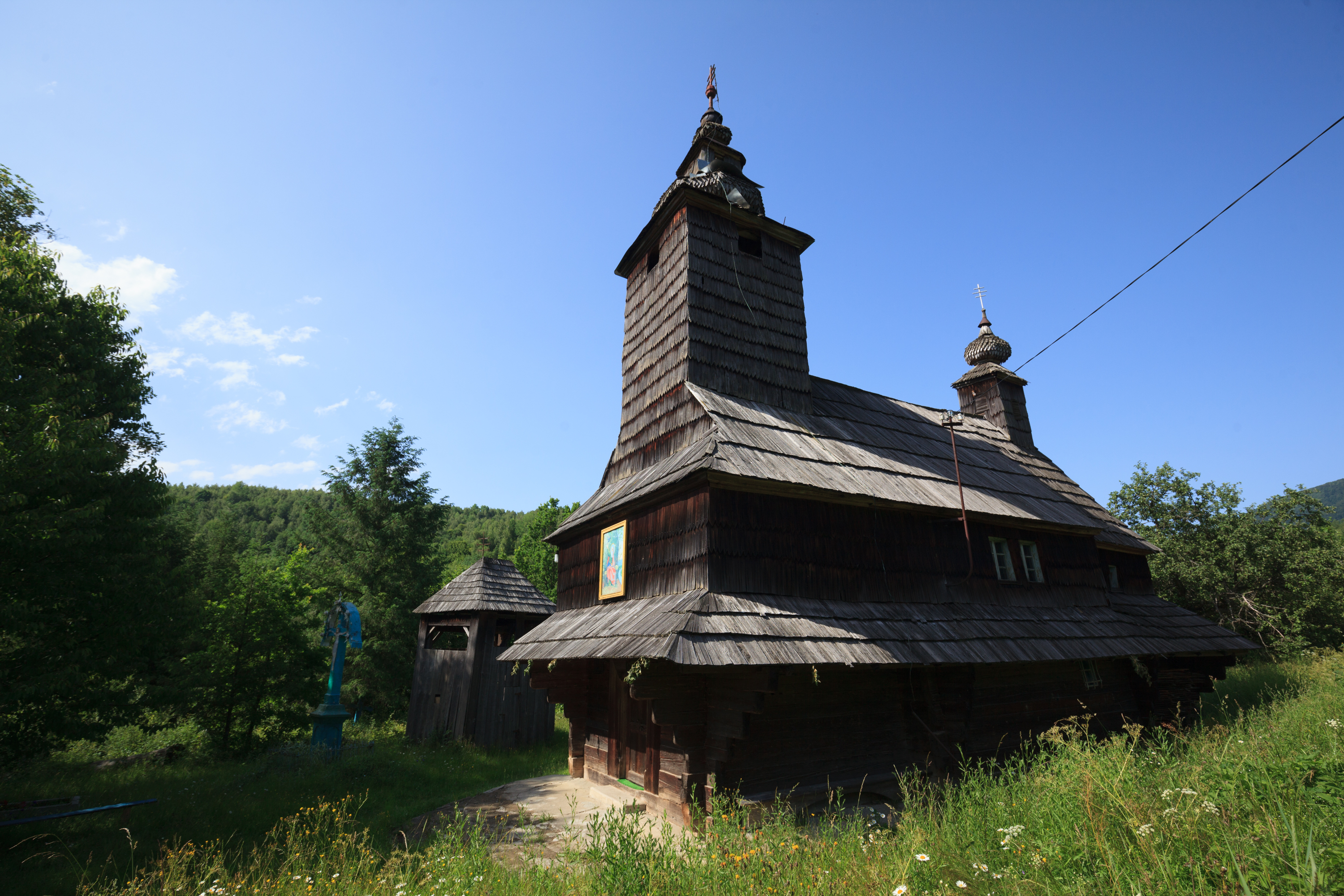
Église Sainte-Anne à Boukivtsovo.